# Гражданска наука
Любѝтелска нау̀ка или гра̀жданска нау̀ка (калкирано от англ. citizen science) е научна дейност провеждана от, или с участието на, непрофесионални учени-любители. Обикновено това става под надзора и ръководството на професионални учени. Най-често учените-любители участват в събирането на данни и провеждането на наблюдения, които след това се анализират от специалисти.
Развитието и все по-голямата достъпност на модерните технологии позволява на все повече любители да събират данни и да провеждат наблюдения чрез своите компютри, мобилни телефони, фотоапарати и др. устройства. Това спомага за събирането на много повече информация, отколкото ако тя се събира само от професионални учени. Любителската наука спомага и за популяризирането на науката и увеличава гражданското участие в нея.